# Azucena Villaflor
Azucena Villaflor de De Vincenti (Avellaneda, 7 aprile 1924 – Oceano Atlantico, presumibilmente dicembre 1977) è stata un'attivista argentina, una delle fondatrici dell'associazione delle Madri di Plaza de Mayo, dedita alla ricerca dei desaparecidos durante la guerra sporca in Argentina.

## Biografia
Proveniva da una famiglia di classe operaia. Sua madre, Emma Nitz, aveva solo quindici anni quando Azucena nacque, e suo padre, Florentino Villaflor, operaio in una fabbrica di lana, ne aveva 21. Vari membri della famiglia del padre erano stati militanti del peronismo. Aveva una sorella, Elsa Villaflor, morta nel 1993. Crebbe soprattutto con la zia paterna Magdalena Villaflor, il marito Alfonso Moremans e le loro figlie Lidia, Nora e Alma; di conseguenza, le cugine furono come sorelle per lei.
A sedici anni, Azucena cominciò a lavorare come telefonista in un'azienda di elettrodomestici. Lì conobbe Pedro De Vicenti, delegato sindacale, con cui si sposò nel 1949, a 25 anni, e dal quale ebbe quattro figli: Pedro, Néstor, Adrián e Cecilia.

### L'attività durante il regime
Il 30 novembre 1976, otto mesi dopo l'inizio della dittatura militare autodenominatasi eufemisticamente Processo di riorganizzazione nazionale, uno dei figli della donna, Néstor De Vicenti, e la sua fidanzata, Raquel Mangin, furono sequestrati. Azucena Villaflor cominciò la sua ricerca, dirigendosi al Ministero dell'Interno, e cercando di ottenere l'appoggio e l'aiuto del vicario militare Adolfo Tortolo (anche se riuscì solo a parlare con il suo segretario, Emilio Grasselli). Mediante questi tramiti, conobbe altre donne che a loro volta erano alla ricerca di parenti desaparecidos.
Dopo sei mesi di infruttuose ricerche, Villaflor, insieme ad altre persone che si trovavano nella stessa situazione (che venivano in contatto tra di loro attraverso la disperata ricerca dei rispettivi familiari), decise di cominciare una serie di manifestazioni per pubblicizzare il caso. Il 30 aprile 1977, la donna, insieme ad altre tredici madri, si radunarono a Plaza de Mayo, nel centro di Buenos Aires, di fronte alla sede del governo, la Casa Rosada. In seguito all'ordine giudiziario di non fermarsi né "raggrupparsi", ma di "circolare", decisero di camminare intorno alla piazza. La prima marcia avvenne di sabato, e non ebbe molte ripercussioni; la seconda fu di venerdì, e da allora diventò una prassi compierla ogni giovedì, intorno alle tre e mezza del pomeriggio.

### Sequestro e sparizione
Il 10 dicembre 1977, il Giorno Internazionale dei Diritti Umani, le Madres pubblicarono un annuncio nel giornale con i nomi dei loro figli scomparsi. Quella stessa notte, Azucena Villaflor fu sequestrata da un gruppo armato nella sua casa di Avellaneda (provincia di Buenos Aires). Secondo alcune testimonianze, fu reclusa nel campo di concentrazione della ESMA, dove agì, tra gli altri carnefici, anche Alfredo Astiz.

### Ritrovamento dei resti
A partire dal 1977 cominciò il ritrovamento di cadaveri delle persone scomparse al largo delle coste e sulle spiagge argentine. In seguito al ripristino della democrazia, furono effettuate degli studi da parte di gruppi di antropologia forense, che attraverso l'analisi del DNA, riuscirono a connettere i resti ritrovati con i nomi di persone scomparse.
L'8 luglio 2005, il giudice Cattani stabilì che uno dei resti recuperati appartenevano ad Azucena Villaflor. I suoi resti furono cremati, e le ceneri furono seppellite ai piedi della Piramide di Maggio, al centro della Plaza de Mayo, l'8 dicembre 2005, al termine della venticinquesima marcia di resistenza delle Madri. Sono i suoi figli sopravvissuti coloro che hanno scelto il luogo.
Nel 1997 lo storico Enrique Arrosagaray, che l'aveva conosciuta personalmente, ha pubblicato una biografia di Azucena Villaflor, intitolata Los Villaflor de Avellaneda (I Villaflor di Avellaneda).

## Ruolo degli Stati Uniti
Documenti segreti del governo degli Stati Uniti, declassificati nel 2002, provano che il governo statunitense era a conoscenza già dal 1978 che i cadaveri di Azucena Villaflor, Esther Ballestrino, María Ponce e sorella Léonie Duquet erano stati ritrovati nelle spiagge bonaerensi. Questa informazione fu mantenuta segreta e non fu mai comunicata al governo democratico argentino.
Questo dato è contenuto nel documento n. 1978-BUENOS-02346 redatto dall'allora ambasciatore degli Stati Uniti in Argentina Raúl Castro, per il Segretario di Stato degli Stati Uniti e porta la data 30 marzo 1978. L'oggetto del documento è Informe sobre monjas muertas ("Informazioni sulle suore morte") e testualmente afferma:
()

## Riconoscimenti
Dal 2016 è onorata come Giusta al Giardino dei Giusti di tutto il mondo di Milano.